# Place fortifiée de Besançon
La place fortifiée de Besançon, appelée aussi camp retranché de Besançon, est un ensemble de défenses militaires établies autour de la ville de Besançon depuis le Moyen Âge. Ces réalisations portent notamment l'empreinte de Vauban qui remanie, à la fin du XVIIe siècle, l'enceinte urbaine de la boucle, la ceinture de Battant et la citadelle.
Un siècle après et durant une centaine d'années (de la fin du XVIIIe à la fin du XIXe siècle), la construction d'un ensemble d'ouvrages détachés (redoutes, forts, batteries, abris), implantés de un à dix kilomètres du centre-ville, permet de réaliser un camp retranché. Ce dernier fait partie du système Séré de Rivières, un vaste ensemble de fortifications couvrant particulièrement l'Est de la France. La place de Besançon devient à la fin du XIXe siècle, un élément de seconde ligne de la « barrière de fer » ainsi constituée.

## Phases de construction

### Premier élargissement (1791-1870)
Il n'y a pas de renforcement de la fortification bisontine jusqu'aux menaces potentielles générées par la Révolution, à savoir l'intervention des nations favorables au rétablissement de la Monarchie. En 1791, le directeur des fortifications de Besançon et inspecteur général  Claude le Michaud d'Arçon propose l'implantation de lunettes de sa conception, ouvertes à la gorge, disposant d'un réduit de sûreté et de fossés défendus par des casemates à feux de revers. Une liaison souterraine avec l'intérieur des places est prévue (mais non réalisée sur Besançon). Cinq sites sont retenus : colline de Chaudanne, rebord du plateau en avant du front de secours de la citadelle (2), colline de Bregille et sa position intermédiaire de Beauregard. En définitive, Bregille ne sera pas réalisé et seul Chaudanne sera construit rapidement (entre 1791 et 1797).
La réalisation des deux lunettes de Trois-Châtels et Tousey en bordure de plateau, ralentie par des problèmes de financement et de qualité des parements, n'est définitive qu'en 1827. Quant à Beauregard, le projet est remis en question en cours de travaux, la lunette avec ses fossés en triangle mais sans sa tour, remplacé par un casernement, devient le fort Beauregard (1845-1870). En 1825, sous la Restauration, la construction d'un fort débute au sommet de Bregille (fort Bregille). Comprenant cinq bastions, il est terminé en 1837, puis des ajouts (magasins à poudre, casemates Haxo…) ont lieu en 1865-70 et en 1879. La monarchie de Juillet, voit le sommet de Chaudanne se couvrir, entre 1841 et 1844, d'un fort à cinq bastions (fort Chaudanne). Il prend la place de la lunette d'Arçon dont la tour de sûreté est conservée.
Enfin, sous le Second Empire, la nécessité de défendre l'antécime du petit Chaudanne justifie la construction d'un fort à cet endroit. Sans véritables parties maçonnées, il est entrepris en 1851, mais n'est terminé qu'en 1869-70. À signaler aussi, la construction à Champforgeron, dans les années 1860, d'une redoute 400 mètres à l'ouest de la ceinture de Battant. Cet ouvrage (lunette de Charmont), très endommagé par une explosion accidentelle en 1883, est désaffecté. C'est à son emplacement que l'on bâtit la caserne de Charmont au début du XXe siècle.

### Mise en défense durant la guerre de 1870
La tournure prise par la guerre franco-prussienne avec la reddition de Sedan le 2 septembre puis la capitulation de Metz le 24 octobre 1870, coupe court à tout espoir d'une contre-offensive de la part des Français.Il faut affronter, dans le Nord du pays, un ennemi qui cherche à encercler la capitale et qui pousse des offensives en Bourgogne et en Franche-Comté. Les places militaires s'attendent à faire l'objet d'un siège, ou au mieux d'un blocus. C'est le cas de la capitale comtoise siège de la 7e division qui a sous sa responsabilité, outre Besançon, Langres, les forts de la Cluse de Joux, ceux de Salins et celui des Rousses.
La protection rapprochée de la ville constituée par le premier élargissement n'est plus en mesure d'éviter le bombardement de celle-ci par l'artillerie prussienne, la plus performante de son époque. Avec une portée de six kilomètres, les canons de siège, soigneusement répartis entre différentes positions autour de la place auraient bénéficié d'un sérieux avantage sur ceux des défenseurs. Ainsi, en octobre 1870, il devient indispensable et urgent de constituer une ceinture de forts, éloignées d'environ sept kilomètres du centre-ville, qui auront pour mission d'empêcher l'ennemi de s'approcher à moins d'une portée de canon, et donc d'être dans l'impossibilité d'atteindre directement la ville. C'est le principe du camp retranché, que le général de Prémonville, gouverneur militaire de la place, va mettre en œuvre avec son directeur des fortifications le colonel Xavier Benoit.
Des redoutes, capables d'accueillir 12 à 24 pièces, avec entre elles des batteries d'intervalles équipées de six pièces, seront réparties sur un périmètre d'une quarantaine de kilomètres en choisissant en priorité les points hauts. Les collines comme Planoise, Rosemont, Palente... et les crêtes telles Montfaucon, Montboucons, Fontain... particulièrement propices à l'implantation d'ouvrages seront retenues. Vu l'urgence de la situation, il s'agit de faire le strict nécessaire : aménager des plates-formes pour les positions de canons qui seront protégées par des levées de terre frontales et latérales, et creuser des fossés afin d'interdire la prise des positions au cas où l'ennemi réussirait à progresser jusque-là. Donc pas de casemates où s'abriter, ni de murs pour consolider escarpe et contrescarpe. Les chemins d'accès à ces ouvrages sont toutefois à renforcer, car il s'agit de faire passer, sans encombre, les chariots chargés de munitions et les canons.
Mais les travaux avancent peu durant la gouvernance de Prémonville. Fin novembre, les défenses du fort du petit Chaudanne ont été améliorées et deux fortins ont été érigés de part et d'autre du village des Buis. La redoute des Justices a pu être armée mais ses fossés sont encore en cours de creusement, les autres chantiers sont au mieux engagés alors que le temps presse. Le capitaine de vaisseau Marius Rolland, nommé commandant de la place et le colonel Benoit, font accélérer ces travaux : le 25 novembre, ils lancent l'aménagement de redoutes à Montfaucon et Palente, ainsi que d'une batterie au Rosemont. Vont suivre Fontain, Arguel et Montboucons (redoutes), Planoise, Point du jour et Trou au loup (batteries). Parallèlement, l'ouvrage avancé de la ceinture de Battant sera mis en service à Champforgeron. Les civils comme les militaires participent à ces travaux. Ils seront jusqu'à 10 000 sur les différents sites. Début février, Rolland fait même appel aux gardes mobilisés qui sont sous la responsabilité du préfet Édouard Ordinaire, lequel démissionne.

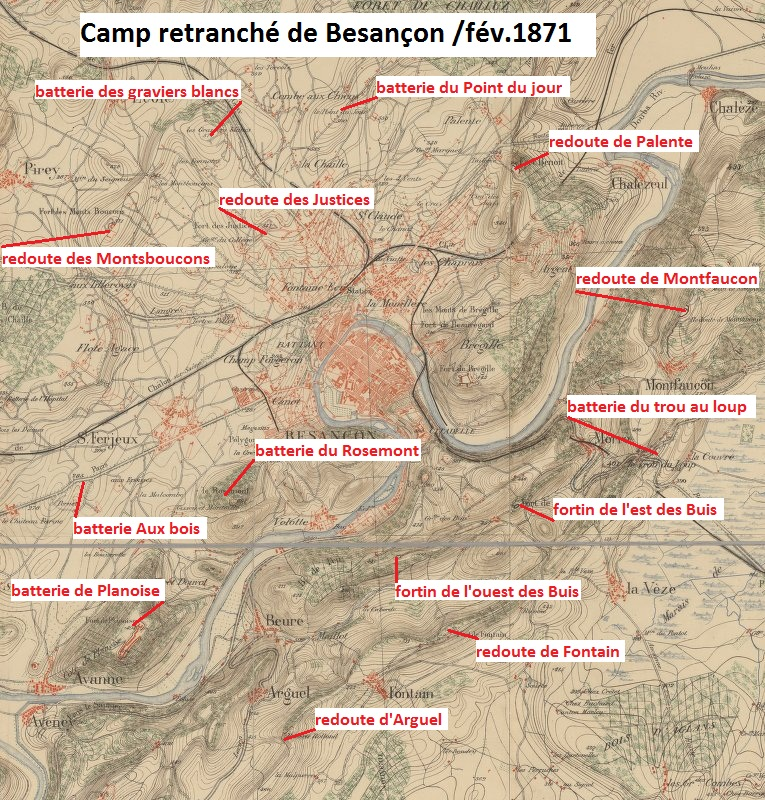
Camp retranché en février 1871

Les fortifications sont quasiment terminées fin février. Seule la batterie des Graviers blancs est encore en travaux lorsqu'on annonce la signature, le 26 février, des préliminaires de paix. La ceinture extérieure du camp constituée ainsi : redoute de Montfaucon ; batterie du Trou au loup ; redoute de Fontain ; redoute d'Arguel ; batterie de Planoise ; batterie Aux bois ; redoute des Montboucons ; batterie des Graviers blancs ; batterie du Point du jour ; redoute de Palente. Les deux fortins des Buis, la batterie du Rosemont et la redoute des Justices légèrement en retrait assurent une protection en second rideau. Des épaulements de circonstance seront érigés à Auxon, aux Rancennières et à Busy. Quant au site du château médiéval de Châtillon-le-Duc, il se révélera être une excellente position naturelle lors des combats des 23 et 24 octobre 1870 contre les troupes de von Werder.
En définitive, Besançon ne cédera pas au blocus de janvier-février 1871. Dans son analyse de la guerre franco-prussienne, le général  Séré de Rivières considérera que « … si les Allemands avaient pu se rendre maîtres de Besançon... bien certainement ils n'eussent pas consenti à nous laisser Belfort ».

### La fortification Séré de Rivières
En 1874, le général Alphonse Séré de Rivières, directeur du service du génie au ministère de la Guerre, est chargé de reconstruire la ligne de défense des frontières entre Dunkerque et Nice. Basé sur des forts d'arrêt, places fortes et rideaux défensifs, son projet connu sous l'appellation « système Séré de Rivières » sera poursuivi jusqu'en 1914. Il se caractérise également par l'abandon de la fortification bastionnée, chère aux disciples de Vauban, pour la fortification dite polygonale.

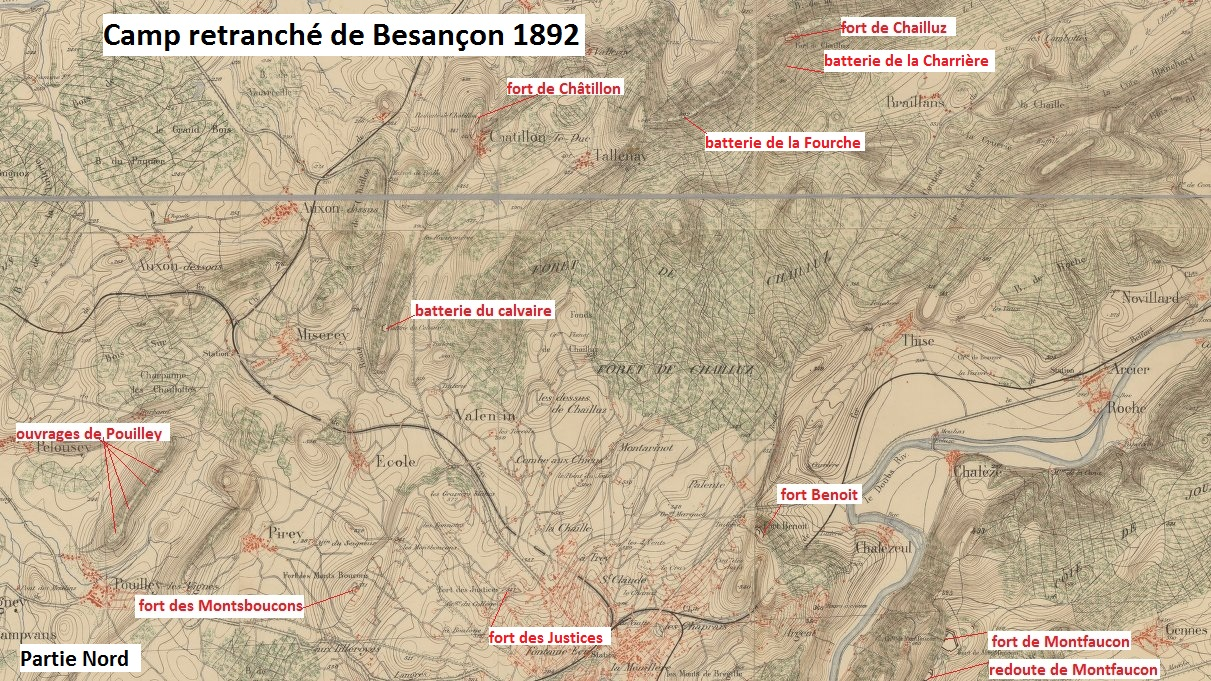
Camp retranché en 1892-Partie nord

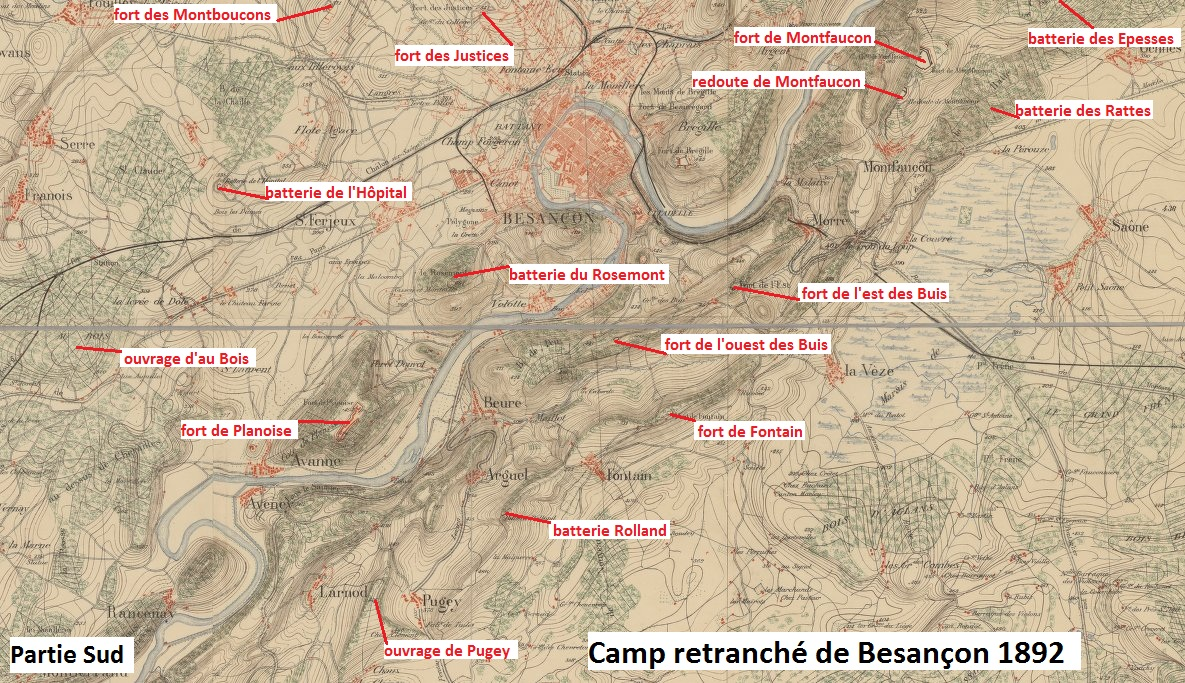
Camp retranché en 1892-Partie sud

À Besançon, c'est un nouveau camp retranché qui sera mis en place en deux phases : de 1872 à 1883, les positions du camp de 1871 seront en grande partie reprises avec une extension vers le Nord, puis de 1886 à 1893 il sera procédé à un élargissement vers l'ouest et le sud. Finalement, une ceinture de forts et batteries d'une cinquantaine de km de périmètre assurera la protection de la place à partir de 1893. Les batteries de canons seront installées en cave ou en plein air, mais dans ce cas, des abris permettront aux servants de se protéger des tirs ennemis. Les forts disposeront de locaux maçonnés recouverts d'une épaisse masse de terre, solution qui ne sera efficace que jusqu'en 1885, année d'apparition de l'obus-torpille chargé de mélinite. C'est la raison pour laquelle les ouvrages de Pouilley-les-Vignes et Pugey construits après cette date, disposeront de locaux enterrés. Le fort de Pugey bénéficiera de plus du béton spécial de forteresse pour le renforcement de ses parties apparentes. Les sections de fossés aux murs en terre coulante ou maçonnerie resteront toutefois des cibles fragiles face à l'artillerie ennemie.
Comme on le sait, ces fortifications ne connurent pas l'épreuve du feu lors des deux conflits du XXe siècle, mais l'arrêt de leur entretien par l'armée dans les années 1920 a fait qu'elles nous sont parvenues aujourd'hui dans un état de délabrement plus ou moins avancé. Toutefois aucune d'entre elles n'a été rasée ou comblée.
La période 1872-1883 vit la conservation, le réaménagement ou la construction de 18 ouvrages :
- fort de l'ouest des Buis (Besançon-Fontain-Beure), conservation dans son état d'origine du fortin de 1870.
- fort de l'est des Buis (Besançon-Morre), idem ouest des Buis.
- fort des Justices 1870-1872 (Besançon). Bâti d'après des plans datant des années 1860, ce fort considéré comme le dernier fort bastionné de France sera terminé en 1872.
- fort de Fontain 1874-1878 (Fontain) à l'emplacement de la redoute de 1870.
- fort de Montfaucon 1874-78 (Montfaucon).Des améliorations furent apportées en 1881-82 et 1910. Ce fort « neuf » a été construit à 500 m de la redoute de 1870.
- fort de Chailluz 1875-1878 (Besançon) plus connu sous le nom Fort de la Dame Blanche. Un remaniement opéré en 1890-93 a notamment consisté en l'aménagement d'un casernement « temps de guerre ».
- fort de Châtillon-le-Duc 1875-79 (Châtillon-le-Duc), site de défense lors de la guerre de 1870, le fort a été érigé sur les ruines d'un château féodal.
- fort des Montboucons 1877-1880 (Besançon-Pirey). Une redoute se trouvait près de là en 1870.
- fort de Planoise 1877-1880 (Besançon-Avanne Aveney). Il s'agit en fait d'un môle de résistance occupant le plateau sommital de la colline. Les nombreuses batteries le composant entourent le « fort » qui n'est en fait qu'un réduit[2], car non équipé d'artillerie autre que défensive.
- fort Benoit  1873-1880 (Besançon-Chalezeule). Une redoute de 1870 occupait précédemment cet emplacement au sommet de la colline de Palente.
- redoute de Montfaucon 1870-1872 (Montfaucon). Datant de la guerre franco-prussienne, elle fut remaniée en 1885-1886.
- batterie du Rosemont (Besançon). Construite en 1870, elle fut complétée par des locaux maçonnés en 1874 et 1880.
- batterie Rolland 1874-1876 (Arguel). La redoute terrassée de 1870  céda la place à un ouvrage maçonné. Malgré la présence d'un casernement et d'une batterie annexe, elle est désignée comme batterie.
- batterie du Calvaire 1877-1878 (Misery-Salines).
- batterie de la Ferme de l'Hôpital 1878-1879 (Besançon).
- batterie de la Carrière 1878 (Montfaucon). Cette batterie complémentaire du fort neuf est généralement considérée comme une batterie annexe.
- batterie des Rattes 1883 (Montfaucon).
- batterie des Épesses 1883 (Montfaucon).

Durant la période 1886-1893, la ceinture fortifiée fut complétée par 8 nouvelles constructions :
- fort de Pugey 1890-1892 (Pugey). Entièrement creusé sous roc, il a bénéficié de l'emploi du béton spécial pour le renforcement des coffres de flanquement, dômes de protection des escaliers de communication et embrasures de tir. Désigné comme « ouvrage » sur les documents du génie militaire.
- quatre ouvrages de la crête de Pouilley 1889-1893 (Pouilley-les-Vignes). Un abri sous roc est associé à chacun des quatre réduits d'infanterie doublés d'une position d'artillerie.
- ouvrage d'au Bois 1891-1892  (Franois), composé d'un réduit d'infanterie encadré de deux batteries.
- batteries de la Charrière (v.1886) et de la Fourche (v.1889) de Chailluz (Besançon). Simplement terrassées.

#### Nom Boulanger des forts
Le 21 janvier 1887, le général Boulanger, alors ministre de la Guerre, fit paraître un décret instituant l'attribution du nom d'une gloire militaire, si possible locale, à chacun des forts et casernes existants ou en construction. Celui-ci devait figurer au fronton des édifices avec éventuellement l'ancien au-dessous. Fin 1887, son successeur le général Théophile Ferron abrogea le décret en précisant que les noms Boulanger pouvaient être conservés, mais que l'emploi des noms initiaux devait être l'usage.
Sur Besançon, il n'y eut pas de plaque gravée avec les noms Boulanger, et leur emploi est très rare contrairement à d'autres sites comme les forts Mahler (du Larmont inférieur) et Catinat (du Larmont supérieur) près de Pontarlier. 
| Nom originel             | Nom Boulanger   | Nom originel                      | Nom Boulanger |
| ------------------------ | --------------- | --------------------------------- | ------------- |
| Lunette de Tousey        | Fort d'Arçon    | Redoute de Montfaucon             | Fort Donzelot |
| Lunette de Trois-Châtels | Fort Rostaing   | Fort de Chailluz                  | Fort Kirgener |
| Fort Bregille            | Fort Morand     | Fort de Palente / Benoit          | Fort Benoit   |
| Fort Chaudanne           | Fort Baudrand   | Fort de Fontain                   | Fort Marulaz  |
| Fort du petit Chaudanne  | Fort Chérin     | Batterie d'Arguel/Rolland         | Fort Rolland  |
| Fort des Justices        | Fort Pajol      | Fort de Montfaucon                | Fort Voirol   |
| Fort Beauregard          | sans            | Fort de Planoise                  | Fort Moncey   |
| Fort de l'est des Buis   | Fort Montbarrey | Batterie du Calvaire              | Fort Ferrière |
| Fort de l'ouest des Buis | Fort Michaud    | Batterie de la ferme de l'Hôpital | Fort Bouchet  |
| Batterie du Rosemont     | Fort Verne      | Fort de Châtillon-le-Duc          | sans          |
| Fort des Montboucons     | Fort Ferrand    |                                   |               |

Il est à noter que Benoit et Rolland ont été validés comme tels en 1887, mais avaient été attribués avant le décret. La redoute d'Arguel, que remplaça la batterie Rolland était déjà appelée fort Rolland en 1871 par les troupes défendant la place des Besançon dont la capitaine de vaisseau Rolland était le commandant. Quant au fort de Palente dont les travaux débutèrent en 1873, il prit le nom du colonel Benoit qui dirigeait les fortifications de la ville au moment du conflit, et qui décéda en 1874 à Besançon. Les généraux Le Michaud d'Arçon, Baudrand, Pajol, Ferrand, Bouchet et le prince de Montbarrey étaient bisontins de naissance.
Par contre les noms Boulanger des casernes (Ruty, Lyautey, Condé, Hugo, Duras, Ségur et Brun) furent largement adoptés et l'on ne revint pas aux appellations précédentes. L'usage fut ensuite conservé pour les casernes du XXe siècle : Lecourbe, Vauban et Joffre.

### Mise en défense de 1914
À la déclaration de guerre, Joffre déclenche le plan de mobilisation no XVII. Malgré le caractère résolument offensif de ce plan, il faut anticiper une éventuelle percée allemande. Sur la place de Besançon, six régiments de territoriaux (formant une garnison de 30 000 hommes) sont affectés à la mise en défense de la ville dès la mobilisation. Les communes limitrophes verront l'implantation de nombreuses positions d'infanterie et batteries d'artilleries afin de positionner 600 canons et 150 mitrailleuses. Des arbres sont coupés par milliers pour dégager les champs de tir ou constituer des abattis.
La région n'étant finalement pas menacée d'invasion, les troupes sont envoyées sur le front début septembre 1914, et la place est désarmée. Seule la garnison locale reste en place, Besançon allant se transformer en un important centre logistique (armement, entraînement, hospitalisations…).
De multiples boyaux, tranchées et positions de batteries datant de cette période sont encore aujourd'hui visibles sur la plupart des communes de Grand Besançon Métropole : Thise, Châtillon-le-Duc, Pouilley-les-Vignes, Miserey-Salines, Montfaucon, Fontain, Arguel, Pugey…

### Période 1930-1940
Durant cette période, l'armée française a implanté des batteries de défense contre aéronefs en différents lieux : entre la redoute et le fort de Montfaucon, aux Montboucons, sur les plates-formes de la batterie annexe est de Fontain, sur deux des bastions de Bregille...
Sur le flanc est du fort de Montfaucon sera construite entre 1937 et 1940 un ensemble défensif comportant blockhaus pour mitrailleuses, poste d'observation et plate-forme pour canon, des tranchées reliant ces différents éléments. Un blockhaus sera ajouté sous la traverse de la batterie de la Carrière et un observatoire coiffera le dessus de celle-ci. Un autre poste d'observation bétonné sera ajouté à l'angle nord-ouest du fort.

## Équipements annexes

### Transmissions optiques à faisceaux lumineux
Si la télégraphie électrique fut développée à partir de 1851, la télégraphie par faisceau lumineux de Jules Leseurre, qui voit le jour en 1856, apporte la preuve de son intérêt militaire durant le siège de Paris en 1870. Ce système est basé sur l'émission de signaux en morse à partir d'une source lumineuse naturelle (soleil) ou artificielle (lampe à pétrole). Impossible à interrompre contrairement à sa concurrente, la télégraphie optique nécessite l'emploi d'un conduit d'émission de section minimale  et de bonne longueur pour que l'ennemi ne puisse pas intercepter les messages. Utilisable de jour comme de nuit, elle est toutefois limitée en portée voire impossible en cas de mauvaises conditions atmosphériques. Un poste-relais est nécessaire au-delà de 70 km. C'est l'impossibilité pour l'ennemi d'intercepter et de couper les liaisons qui la fait adopter pour les communications entre forts à la fin du XIXe siècle. Sur la place de Besançon, seuls la Citadelle, Chailluz, Montfaucon et Bregille sont équipés de postes optiques.
Poste optique protégé de Montfaucon
Sa casemate  de protection est implantée à l'extérieur des fossés, au sud du fort, afin d'avoir la vue sur les  postes distants à atteindre à savoir :
1. fort du Larmont supérieur (au-dessus de Pontarlier) à 46,5 km ;
2. redoute de Grelimbach (au-dessus de Salins) à 38 km ;
3. fort du Lomont (au-dessus de Pont-de-Roide) à 57 km ;
4. Le fort communiquait avec la place de Besançon distante de seulement 3,5 km via le fort Bregille.

Postes optiques protégés de Chailluz est et ouest
Le poste ouest situé au-dessus du porche d'entrée envoyait et recevait des signaux de :
1. fort du Cognelot (Langres) à 73 km ;
2. fort de la Motte Giron / redoute du Mont Afrique (Dijon) à 81,5 km / 85,5 km ;
3. clocher de l'église d'Auxonne (relais avec Dijon en cas de difficulté) à 53 km ;
4. citadelle/fort Bregille à 10 / 9 km.

Le poste est, communiquait avec :
1. le fort du Salbert (Belfort) à 68 km ;
2. le fort du Mont-Bart (Bavans) à 56 km.

Poste optique sans casemate de protection de Bregille
Il servait de relais avec la citadelle pour les forts de Montfaucon et Chailluz

### Chemins stratégiques
Sont qualifiés de stratégiques les chemins qui, partant de la voirie communale, desservent spécifiquement des positions militaires (forts, magasins extérieurs, abris extérieurs...) généralement situées sur des points hauts. Ils portent encore fréquemment les noms de rue/chemin du fort, chemin des « poudrières ». Ces chemins sont empierrés afin de permettre le passage par tout temps des lourds chariots chargés d'armement et de munitions. Larges d'environ trois mètres, ils ne doivent pas présenter de pente supérieure à 12 % ni de virages trop serrés. De plus, leur parcours sont choisis pour qu'ils ne soient pas en vue directe des assaillants éventuels maintenus à distance à l'extérieur de la place.
De nos jours, certains de ces itinéraires sont goudronnés et font partie intégrante de la voirie. C'est le cas de ceux desservant les forts de Bregille, Chaudanne, Montboucons, Planoise, Benoit... D'autres sont toujours dans leur état d'origine et facilement identifiables sur carte ou sur le terrain : chemins des forts/batteries de Chailluz, Pugey, Arguel, Fontain, Rosemont...
Certains magasins et abris extérieurs aux ouvrages sont situés sur le parcours du chemin du fort comme à Montfaucon, Chailluz, Fontain, Arguel, Est et Ouest des Buis... tandis que pour accéder à d'autres il faut emprunter une dérivation : Chaudanne, Planoise, Montboucons, Epesses... 
Un chemin stratégique de plus de 6 km reliait Montfaucon à Fontain  car la mise en défense de la crête des bois de la Côte et de la Chalotte était de première importance. Partant du fort de Montfaucon et totalement défilé à l'ennemi, le chemin passait devant les abris et magasin de Montfaucon, le haut du tunnel du Trou au loup (position de 1870 réarmée en 1914) et  le magasin éponyme, le collet de la petite Vèze d'où part le chemin du fort de Fontain qu'il rejoint en passant devant ses abris et magasin à poudre. 
Sur la place de Besançon la longueur totale des chemins stratégiques originels est estimée à 50 km.

### Magasins et abris externes
En matière de magasins à poudre extérieurs, la place de Besançon présente une spécificité : alors qu'ailleurs des magasins de secteurs étaient communs à plusieurs forts, ici chaque fort dispose d'un voire deux magasins. On dénombre ainsi 23 magasins sur la place, tous creusés en caverne ou semi-caverne.
Sur six sites, des abris sous roc ont été aménagés. Ceux de Châtillon-le-Duc et Pouilley-le-Vignes sont immédiatement en dessous du fort et de chacun des quatre ouvrages, celui de Planoise est interne à l'enveloppe du fort, alors qu'à Montfaucon, Fontain, et Arguel, ces abris de 4/5 chambrées creusés en caverne se situent à quelques distance de leur fort de rattachement.

## Occupation actuelle des ouvrages
Comme pour la Citadelle, le ministère de la Défense a vendu ses emprises militaires vers le milieu du XXe siècle à l'exception de trois sites : Les Justices (caserne de Gendarmerie), les Montboucons (terrain d'exercice) et le fort de Montfaucon (en 2013 son emprise a été cédée à la commune de Montfaucon, mais l'armée conserve le fort à l'intérieur duquel est installée une station de télécommunications militaires).
Outre la redoute de Montfaucon (T.D.F.), et l'Est des Buis (crypte du diocèse de Besançon), ce sont des particuliers qui possèdent les sites de Fontain, Tousey, Trois-Châtels, Châtillon-le-Duc, dont ils occupent pour certains les parties supérieures voire l'intérieur (Tousey). Les communes ont acquis les autres emprises situées sur leurs territoires (Besançon  est ainsi propriétaire du fort Benoit implanté en quasi-totalité sur Chalezeule). 
Si Besançon dédie son patrimoine à diverses activités comme les stands de tir, la musique, les réunions, le théâtre, le caritatif (Emmaüs a occupé le réduit de Planoise jusqu'en 2014), ou usages (fourrières, antennes de télécommunications...), il n'en est pas toujours de même ailleurs : certains sites très ruinés sont laissés à l'abandon. Toutefois, sur d'autres, les municipalités avec le soutien d'AVALFORT (Association pour la valorisation des fortifications de Grand Besançon Métropole) ont décidé d'assurer l'entretien indispensable à la visibilité des ouvrages et au ralentissement de leur dégradation. AVALFORT organise, depuis 2009, des expositions, causeries, visites afin de faire connaître ce patrimoine qui tombait dans l'oubli. Les journées du Patrimoine sont aussi l'occasion d'ouvrir quelques sites à la visite. Les circuits du Trail des forts passent chaque année près de la plupart des ouvrages implantés sur les points hauts du faisceau bisontin et traversent la citadelle.